# Луций Лициний Варон Мурена
Луций Лициний Варон Мурена (на латински: Lucius Licinius Varro Murena) е заговорник против римския император Август през 23 пр.н.е.
Той е син на Луций Лициний Мурена (консул 62 пр.н.е.). Брат е с Авъл Лициний Мурена, който е осиновен от Авъл Теренций Варон (претор 184 пр.н.е.) и се казва Авъл Теренций Варон Мурена (консул 23 пр.н.е.), чиято чрез осиновяване сестра Теренция се омъжва за Гай Цилний Меценат, който е поет, доверен приятел, политически съветник на Октавиан Август.
Брат му Авъл Теренций Варон Мурена прави заговор през 23 пр.н.е. срещу Октавиан с Фаний Цепион и е екзекутиран през 22 пр.н.е.. След това Фаний се опитва да направи заговор против Август заедно с Луций Лициний Варон Мурена. Те са заловени и екзекутирани.